# Успасский, Павел Павлович
Павел Павлович Успасский (27 марта 1890 года, город Усть-Сысольск Вологодской губернии (в настоящее время г. Сыктывкар Республики Коми) — ?) — авиационный инженер, летчик-испытатель, технический директор завода № 21, профессор МАИ и Высшей школы промысловой кооперации.

## Биография
По национальности зырянин (коми). Его отец Павел Павлович занимался сельским хозяйством и торговлей, работал писарем. В семье было восемь детей — три дочери и пятеро сыновей.
До 4 классов обучался в церковно-приходской школе, в 1903 году поступил в гимназию в городе Великий Устюг, которую окончил в 1910 году с серебряной медалью. После окончания гимназии поступает на механическое отделение Петербургского технологического института. Во время учёбы занимался научной и общественной деятельностью, на протяжении трех лет был секретарем Общества взаимопомощи студентов института.
Участник Первой мировой войны, за боевые заслуги и ранения был награждён Георгиевскими крестами 3 и 4 степеней. В качестве "охотника" окончил Теоретические курсы авиации при Петроградском политехническом институте (ЦГИА СПб, ф. 478, оп. 7, д. 5, лист 67-68). Служил в авиации Черноморского флота, Кавказского фронта в звании военного летчика, начальника отряда. В армии Российской Империи получил звание подпоручика.
В период Гражданской войны служил в авиационных частях армий Деникина и Врангеля, получил звание поручик. Был взят в плен. На 1 декабря 1922 состоял на особом учете в МВО.
В 1920—1921 годах заведовал мастерской VI авиационного парка Рабоче-крестьянской Красной армии. Был одним из строителей самолёта марки ДФ-1 конструкции Д. Д. Фёдорова. В мае-июне 1922 года проводил первые испытания построенного самолёта. С 1921 по 1929 года работал главным инженером на Московском авиационном заводе. В это время в соавторстве с Л. Д. Колпаковым-Морошниченко конструирует один из первых в СССР 6-местных пассажирских самолётов «Аэробус», проект 1926 года. Однако в Харькове уже строились самолёты авиаконструктора К. А. Калинина, предназначенные для 3-4 пассажиров, и Авиахим СССР посчитал нецелесообразными затраты на производство нового пассажирского самолёта. В 1929—1937 годах Успасский — главный инженер и технический директор на авиационных заводах № 16 (Воронеж), № 481 (Москва).
Работал на Горьковском авиационном заводе № 21 им. С. Орджоникидзе в Горьком в 1930-е годы в должности технического директора (октябрь 1934 – 1938), заместителя директора по технической части (январь 1934 – август 1935), главного инженера (июнь 1937 – 21 ноября 1938). Завод был построен на окраине г. Нижнего Новгорода на пустыре в 1929 году. Как указано в архивных документах завода: «Поначалу дело шло из рук вон плохо: до конца 1932-го вместо 271 запланированного самолёта сдали только три истребителя! Прорыв произошёл благодаря присланным из Москвы инженерам, в частности новому техническому директору Павлу Успасскому. Благодаря энергии и профессионализму Успасского уже через год, в 1933-м, завод перевыполнил производственный план, выпустив 321 истребитель И-5. Всего же было выпущено более 800 таких самолётов, и даже спустя 10 лет, в первый год Великой Отечественной войны, И-5 были в составе ночных бомбардировочных полков».
Коллегой Успасского П. П. был авиаконструктор Н. Н. Поликарпов, который вспоминал: «П. П. Успасский буквально жил на заводе, работая ежедневно по 16-18 часов, в результате чего завод № 21 был достроен и дооборудован и из недостроенного заводика превратился в первоклассный самолётный завод скоростных истребителей, с честью награждённый орденом Ленина Правительством СССР в конце 1937 года».
Тремя постановлениями Коллегий ОГПУ от 23 июля 1931 г., 2 и 19 января 1932 г. Успасский П. П. привлекался к уголовной ответственности. Указанные постановления отменены Судебной Коллегией по уголовным делам Верховного Суда СССР от 25 февраля 1956 г. и дело производством прекращено за недоказанностью обвинения. В период 1937 г. по 1939 г. профессор Успасский П. П. был под следствием в заключении, уголовное дело в отношении него прекращено постановлением Военного Прокурора от 31 декабря 1939 г. за недоказанностью предъявленного ему обвинения. Сохранились докладные документы лично на имя И. В. Сталина о «вредительской деятельности» инженеров завода № 21, в том числе Успасского П. П.
Из «Сводки важнейших показаний арестованных участников антисоветской организации на заводе №21 за 27 марта 1938 г.», адресованной Ежовым Сталину :
УСПАССКИЙ — бывший главный инженер, 1890 г.р., окончил Технологический институт в 1914 г., бывший офицер, служил в белой армии. В 1931 г. был осужден на 5 лет концлагеря как участник к-p вредительской организации и был досрочно освобожден. Допрашивал: БРЕНЕР
Дал дополнительные показания о том, что он являлся французским и немецким шпионом.
УСПАССКИЙ был завербован в 1937 году французским авиапромышленником ПОТЕЗОМ, передал данные о выпускной способности завода и технологическом процессе изготовления самолетов И-16.
С германской разведкой УСПАССКИЙ был связан через летчика-испытателя завода № 21 немца МЕЧ, погибшего в 1936 году.
Одновременно за плодотворную работу на благо Родины лично народным комиссаром тяжелой промышленности С. Орджоникидзе Успасский П. П. в 1935 году премирован легковым автомобилем ГАЗ «А», а в 1937 году удостоен Ордена Трудового Красного знамени за выпуск скоростного истребителя.
С 1940 года Успасский П. П. переходит полностью на педагогическую работу в вузы, при этом по совместительству он уже с 1927 года работал преподавателем в авиационных институтах Харькова, Казани, Москвы. На разных должностях — профессора, заведующего кафедрой, декана с 1940 по 1954 год Успасский П. П. работал в Московском авиационном институте им. С. Орджоникидзе.
Директор Московского авиационного института им. С. Орджоникидзе В. Ф. Бобров вспоминал: «Инженер завода № 21 Успасский Павел Павлович, ныне профессор кафедры производства самолётов, декан самолётостроительного факультета МАИ, будучи главным инженером, на протяжении многих лет способствовал развитию технологической подготовки студентов МАИ всеми имеющимися у него средствами: от заводской практики, до теоретических знаний путем специальных лекций, бесед и консультаций». В 1947 году Павел Павлович изданл учебное пособие «Сборка узлов и агрегатов неметаллических конструкций», которое позже стало составной частью 38 учебника для авиационных вузов под названием «Технология самолётостроения».
Приказом № 78 от 25 августа 1954 года Высшей школы промысловой кооперации Центропромсовета СССР Успасский П. П. назначен заведующим кафедрой механической обработки древесины.
С этого времени он работает в этой школе (в настоящее время ФГБОУ ВО «Российский государственный университет туризма и сервиса»). За эти годы им было написано и опубликовал статьи, монографии в области обработки древесины. Приказом по МТИ (в настоящее время ФГБОУ ВО «Российский государственный университет туризма и сервиса») от 31.03.1965 г. № 125 отмечается 75-ти летний юбилей Успасского П. П., ему объявляется благодарность за научную, педагогическую, общественную деятельность.
Постановлением Коллегии Минбыта РСФСР от 02.04.1970 г. № 14/49 Успасский П. П. награждён значком «Отличник службы быта».
Сохранилось заявление от 31.06.1966 г. Успасского П. П. на имя ректора Московского технологического института, в котором он сообщает об ухудшении здоровья, необходимости закончить научно-исследовательские работы, курсы лекций, что не позволяет ему в дальнейшем заведовать кафедрой и просит оставить его работать в должности штатного профессора, со свободным расписанием, но не реже проведения им 2-х занятий в неделю. Ректор согласовал заявление профессора.
Успасский П. П. трудился в МТИ до 1970 года, то есть до своего 80-летия.
Его фото сохранилось на первом выпуске студентов Высшей школы промысловой кооперации 1956 года, он был одним из первых профессоров недавно созданной Высшей школы промысловой кооперации.
Всего за свою трудовую, научную, педагогическую деятельность профессор Успасский П. П. награждён многими правительственными наградами: Орден Трудового Красного Знамени (1937 г.); Орден Красной Звезды (1945 г.); медалями за «Доблестный труд в годы ВОВ», «За оборону Москвы», «В память 800-летия Москвы». Также был награждён орденом в 1961 году.